# Erik Ivar Fredholm
Erik Ivar Fredholm (Estocolmo, 7 de abril de 1866 — Mörby, 17 de agosto de 1927) foi um matemático sueco.
Filho de Ludwig Fredholm. Fredholm obteve o doutorado em matemática sob a orientação de Magnus Gösta Mittag-Leffler em 1898, sendo a seguir professor da Universidade de Estocolmo.
Fredholm é celebrado como o fundador do estudo das equações integrais, originado de um artigo de 1903, o qual é considerado uma das publicações essenciais no estabelecimento da teoria dos operadores.

## Publicações selecionadas
- E.I. Fredholm: "Sur une classe d'equations fonctionnelles", Acta Mathematica , 27:365–390, 1903.